# Компаньєрос
«Компаньєрос» — радянський чорно-білий художній фільм 1962 року, знятий режисерами Юрієм Романовським, Олександром Мілюковим і Михайлом Терещенком на Одеській кіностудії.

## Сюжет
Фільм складається з трьох новел: «Компаньєрос», «Дівчинка з лялькою» і «Бокс».

## У ролях
- Джейхун Мірзоєв — Мігель, кубинець
- Андрій Никонов — Костя
- Ніку Крімнус — Федя
- Олег Лєсніков — Вовка
- Ірина Стяжкіна — Таня
- Роберт Росс — моряк
- Георгій Сатіні — Дрюс
- Л. Бронфен — Генрі
- Юрій Смуровський — Семен
- Віктор Шульгін — моряк
- Володимир Гуляєв — моряк
- Віктор Уральський — моряк
- Вадим Захарченко — моряк
- Едуард Бредун — моряк

## Знімальна група
- Режисери — Юрій Романовський, Олександр Мілюков, Михайло Терещенко
- Сценаристи — Олександр Воїнов, Олександр Батров
- Оператори — Радомир Василевський, Микола Луканьов, Юрій Романовський, Володимир Сніжко
- Композитори — Борис Карамишев, Олександр Красотов
- Художники — Юрій Горобець, Сергій Жаров, М. Квашина